# Oliver Campbell
Oliver Samuel Campbell, född 25 februari 1871 i Brooklyn, död 11 juli 1953 i Campbellton i Kanada, var en amerikansk högerhänt tennisspelare. Oliver Campbell upptogs 1955 i International Tennis Hall of Fame.

## Tenniskarriären
Oliver Campbell var en av USA:s 10 bästa spelare under femårsperioden 1888-92. Han rankades som nummer ett 1890, 1891 och 1892. 
Oliver Campbell blev 1890 den dittills yngste segraren i Amerikanska mästerskapen som vid tiden spelades på gräsbanorna vid Newport Casino, Newport, Rhode Island. Som 19-åring nådde han finalen (Challenge Round). Han mötte där de senaste 2 årens mästare och titelförsvarare, Henry Slocum, som han med ett envetet attackspel framme vid nätet besegrade med  6-2 4-6, 6-3, 6-1. Campbell förblev den yngste segraren i mästerskapen fram till 1918, då Vinnie Richards vann turneringen, då en månad yngre än Campbell varit vid sin seger.
Fyra år tidigare, som 15-åring, hade Campbell debuterat i Amerikanska mästerskapen. Han förlorade då mot just Slocum redan i öppningsmatchen. År 1988 förlorade han också mot Slocum semifinalen. Efter sin första singeltitel vann han titeln även de följande 2 åren. I finalen 1891 besegrade han Clarence Hobart (2-6, 7-5, 7-9, 6-1, 6-2) och 1892 Fred Hovey (7-5, 3-6, 6-3, 7-5). 
Campbell ställde inte upp 1893 för att försvara sin titel. Förutom sina singel och dubbeltitlar i mästerskapen deltog han också i dubbelfinalerna 1889 och 1890.

## Spelaren och personen
Oliver Campbell, som studerade vid Columbia University vid tiden för sin första seger i Amerikanska mästerskapen, hade övergett sin tidigare tennisstrategi som baslinjespelare. I stället hade han tränat in taktiken att följa upp varje serve med att rusa på nät och avgöra med volley. Hans taktik lyckades och gav honom framgång i både singel och dubbel. Han vann Intercollegiate doubles 1888 åt Columbiauniversitetet.

## Grand Slam-titlar
- Amerikanska mästerskapen
  - Singel - 1890, 1891, 1892
  - Dubbel - 1888, 1891, 1892